# Walk the Line
Walk the line (En la cuerda floja en España y Johnny y June: pasión y locura en Hispanoamérica) es una película de 2005 dirigida por James Mangold y protagonizada por Joaquín Phoenix y Reese Witherspoon. La película está basada en la vida del cantante Johnny Cash.
Obtuvo numerosos premios y nominaciones, como a los Academy Awards, Premios BAFTA de cine, Premios Globo de Oro, Premios Satellite, entre otros.

## Argumento
En 1968, una audiencia de internos en la Prisión Estatal de Folsom aclama a la banda de Johnny Cash (Joaquin Phoenix) mientras él está esperando entre bastidores, recordando sus años de joven.
En 1944, Johnny, entonces conocido como J.R, crece como el hijo de un cosechador de una granja de algodón en Dyess, Arkansas, y es experto en himnarios, mientras que su hermano Jack se prepara para hacerse pastor. Mientras Jack corta madera para un vecino, J.R va a pescar. Sin embargo, Jack se corta con la sierra, y muere a causa de sus heridas. La relación con su padre desde ese entonces es muy complicada, ya que este decía «que su hijo Jack era mucho mejor que Johnny».

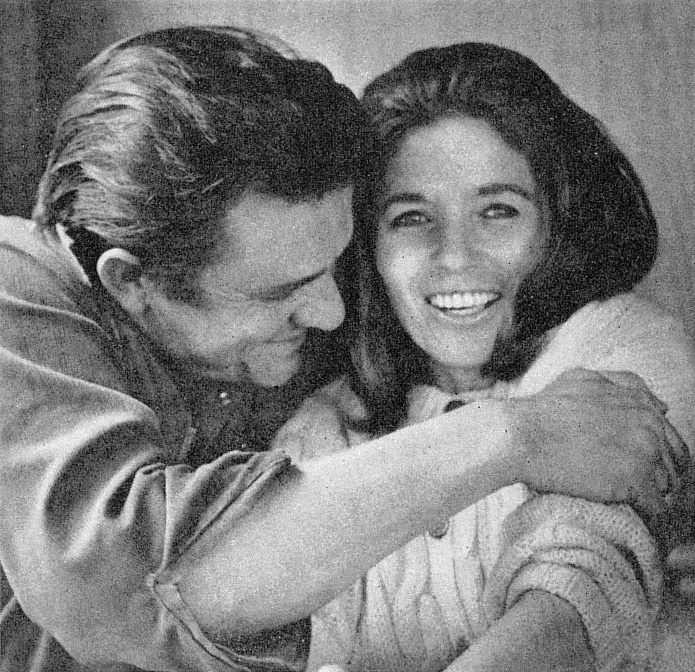
Los verdaderos Johnny Cash y June Carter

En 1950, J.R se alista en las Fuerzas Aéreas de los Estados Unidos como Johnny Cash, y es destinado a Alemania Occidental. Dos años después, encuentra consuelo tocando una guitarra que compró y escribiendo canciones, una de las cuales será "El blues de la prisión de Folsom". 
Cash se casa con su novia, Vivian Liberto. La pareja se muda a Memphis, Tennessee donde Cash trabaja como un vendedor ambulante para sostener a su familia. Pasa por delante de un estudio de grabación, que lo inspira para organizar una banda para tocar música góspel. Dicha banda hace una audición para Sam Phillips, el propietario de Sun Records. Este interrumpe la audición y pide a Cash que toque una canción que de verdad "sienta", y Cash interpreta la canción "Folsom Prison Blues". Al final, la banda es contratada por Sun Records.
La banda comienza a hacer giras como Johnny Cash y los dos de Tennessee. Él encuentra a muchos artistas diferentes en la gira, incluyendo a June Carter (Reese Witherspoon), de quien posteriormente se enamora. Cash comienza a pasar más tiempo con June, que se divorcia de su esposo, Carl Smith. Después de un intento de cortejo a June, ella lo rechaza, provocando que Johnny empiece a consumir drogas y alcohol. Después de que su comportamiento alcanza su punto máximo durante un show con June, toman caminos separados. 
A pesar de las objeciones de Vivian, Johnny persuade a June para hacer una nueva gira, que resulta ser un éxito. Sin embargo, Vivian critica la influencia de June. Después de un show en Las Vegas, Cash y June duermen juntos en el hotel. A la mañana siguiente, ella nota que Cash toma varias píldoras y comienza a dudar. En el concierto de aquella tarde, Johnny, molesto por el evidente rechazo de June, se comporta de manera errática y se desmaya. 
June tira todas las drogas de Cash y comienza a escribir “Ring of Fire”, canción que describe sus sentimientos hacia Johnny y el dolor que siente por su drogadicción. 
Camino a casa, Cash viaja a México para comprar más drogas y es detenido. El matrimonio de Cash y Vivian comienza a derrumbarse y tras una pelea final muy violenta, se divorcian y Johnny se muda a Nashville en 1966. En un intento de reconciliarse con June, Cash compra una gran casa cerca de un lago en Hendersonville. Sus padres y toda la Familia Carter llegan para el día de Acción de Gracias, en el cual Ray menosprecia los logros y el comportamiento de su hijo. Después de comer, la madre de June le dice que debería ayudar a Cash, que está perdido en la vida. 
Después de un largo período de desintoxicación, Cash se despierta con June a su lado y ésta le dice «Dios y yo te hemos dado una segunda oportunidad». A pesar de que no eran una pareja formal, pasaban mucho tiempo juntos.
Cash descubre que la mayor parte de su correo de fanes provienen de los reos, impresionados por la imagen fuera de la ley que él ha cultivado. Cash visita su casa discográfica con la que firmó en 1958, Columbia Records y le proponen grabas un álbum en vivo en la prisión de Folsom. En el concierto de la prisión de Folsom, Cash cuenta que siempre había admirado a los presos, explicando que su detención por la posesión de drogas le ayudó a relacionarse con ellos. El concierto es un gran éxito, y Johnny emprende un viaje con June y su banda. Mientras, en el bus de la gira, Cash va a ver a Carter en la parte trasera del bus. Al despertarse June, él le propone matrimonio, pero ella lo rechaza. 
En el siguiente concierto, June le dice que solo tiene permitido hablarle en el escenario. Allí, Cash la convence de hacer un dúo y en medio de la canción, Johnny explica que no podrá seguir cantando la canción (Jackson) hasta que June acepte casarse con él. Ella más tarde acepta y se abrazan apasionadamente. Ambos se casan y crían a sus hijos juntos.
La película cierra con los hijos de Cash y Carter preguntándole a su abuelo como era Johnny de pequeño.

## Premios

### Premios Óscar
| Categoría                          | Receptor/a        | Resultado |
| ---------------------------------- | ----------------- | --------- |
| Oscar al mejor actor               | Joaquín Phoenix   | Candidato |
| Oscar a la mejor actriz            | Reese Witherspoon | Ganadora  |
| Oscar al mejor diseño de vestuario | Arianne Phillips  | Candidato |
| Oscar al mejor sonido              | Doug Hemphill     | Candidato |
| Oscar al mejor montaje             | Michael McCusker  | Candidato |

### Premios BAFTA
| Categoría                              | Receptor          | Resultado |
| -------------------------------------- | ----------------- | --------- |
| Anexo:BAFTA al mejor actor             | Joaquin Phoenix   | Nominado  |
| Anexo:BAFTA a la mejor actriz          | Reese Witherspoon | Ganadora  |
| Anexo:BAFTA a la mejor música original | T-Bone Burnett    | Nominada  |
| Anexo:BAFTA al mejor sonido            | Doug Hemphill     | Ganador   |

### Globos de Oro
| Categoría                                                  | Receptor/a        | Resultado |
| ---------------------------------------------------------- | ----------------- | --------- |
| Anexo:Globo de Oro al mejor actor - Comedia o musical      | Joaquín Phoenix   | Ganador   |
| Anexo:Globo de Oro a la mejor actriz - Comedia o musical   | Reese Witherspoon | Ganadora  |
| Anexo:Globo de Oro a la mejor película - Comedia o musical | —                 | Ganadora  |

- Datos: Q154077
- Multimedia: Walk the Line (film) / Q154077